# Amador del Villar y Pérez de Castropol
Amador del Villar y Pérez de Castropol (Castropol, 17 de abril de 1843 - Madrid, 17 de septiembre de 1916) fue un militar español.

## Biografía
A los dieciocho años ingresó en la Academia de Ingenieros Militares, ascendiendo a alférez en 1863. En 1866 fue promovido a teniente y destinado al segundo regimiento de zapadores-minadores, de guarnición en Madrid. En 1868 obtuvo el grado de capitán y en 1869 pidió su licencia absoluta, pasando a París a ofrecer sus servicios a Don Carlos.
En 1870 se puso al frente de una partida de 80 navarros, con los que sostuvo una acción contra fuerzas liberales cinco veces mayores en número, viéndose obligado a repasar la frontera francesa. Y como hubiese circulado en la prensa de Madrid la falsa noticia de haber sido hecho prisionero el capitán Villar, es de notar que todos los oficiales del Primer Regimiento de Zapadores y los de la Dirección general de Ingenieros solicitaron el indulto de su antiguo compañero.
El capitán Villar desempeñó, primero, el cargo de secretario de la Junta carlista de la frontera y en mayo de 1872 entró de nuevo en España con Don Carlos, acompañándole en la derrota de Oroquieta. En el mismo año fue nombrado jefe de Estado Mayor de los carlistas de Álava, sosteniendo varios encuentros con las tropas literales en Villarreal y tomando parte en las acciones de Vergara, Murguía y Miranda. Organizó tres batallones y asistió a la toma de los fuertes de Cirauqui y Puente la Reina, y se distinguió en la batalla de Montejurra.

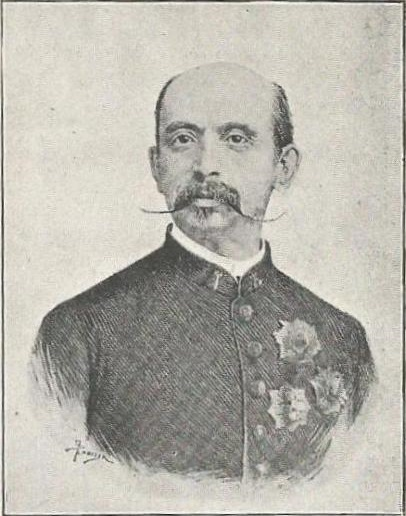
Amador del Villar

En 1873 fue nombrado comandante general de la Mancha, cuyas fuerzas carlistas organizó, derrotando al enemigo en Villar del Arzobispo y en Villarrubia de los Ojos, en donde cogió 400 fusiles, 72 caballos y 70.000 pesetas. Desarmó a los voluntarios liberales del Moral de Calatrava; realizó sorpresas como las de Logrosán y Cañamero, en la que copó el escuadrón del tercio de la Guardia Civil; ganó después la acción de Talarrubias, y el 14 de abril de 1874 fue a su vez derrotado en Piedrabuena por el coronel Melguizo, quien le obligó a retirarse a Portugal. Desde allí pasó al Norte, donde Don Carlos le nombró oficial primero del Ministerio de la Guerra.
Ya con el grado de coronel, desempeñó después los destinos de jefe de Estado mayor del general Bérriz, siendo a la vez mayor general de ingenieros. Asistió al sitio de Irún, a la batalla de Urnieta y a las operaciones de la línea del Carrascal, lo que le valió el ascenso a general de brigada. Dirigió la doble línea de defensa artillada de dicho punto, construida en dieciocho días, a pesar de comprenderse de varios puentes, caminos, baterías, reductos y trincheras. Trazó después un proyecto de campo atrincherado, que le fue premiado con la Gran Cruz Blanca del Mérito Militar.

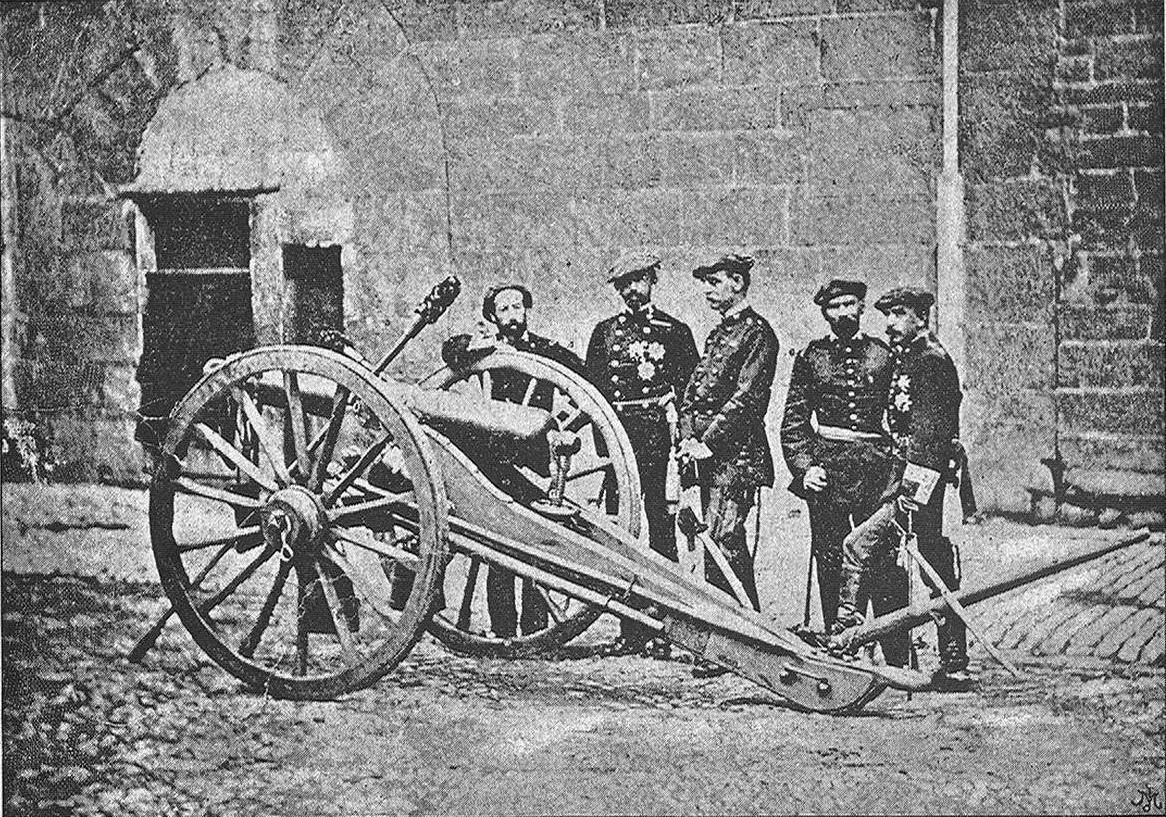
General de Ingenieros D. Amador del Villar (4.º por la izquierda)

Se batió heroicamente en la acción de Lumbier, asistiendo a todas las operaciones de guerra hasta la terminación de la misma. En 1876 entró en Francia, por los Alduides, con el general de ingenieros Francisco de Alemany y otros jefes y oficiales. Después se estableció en Madrid, dedicándose a varias obras profesionales, de carácter particular.